# Факультет фізичного виховання Тернопільського національного педагогічного університету імені Володимира Гнатюка
Факультет фізичного виховання — структурний підрозділ Тернопільського національного педагогічного університету імені Володимира Гнатюка, створений у 1957 році.

## Історія
Створений у 1957 році при Дрогобицькому педагогічному інституті, у 1959 році переведений до Кременецького педагогічного інституту, а рівно через десять років разом з цим навчальним закладом факультет змінив прописку на тернопільську.

## Сучасність
Факультет здійснює підготовку фахівців за такими освітніми рівнями:
- бакалаврат;
- магістратура;
- аспірантура.

## Адміністрація факультету
Декани:
- Солодкий В.О.
- Бурбан Ф.М. (1963—1964)
- Дробот М.П.
- Єфімова Н.Г.
- Герц М.І.
- Шиян Б.М.
- Губернаторов М.О.
- Кічук С.Ф.
- кандидат педагогічних наук, доцент Омельяненко Володимир Григорович (2006—2021)[1].
- кандидат наук з фізичного виховання і спорту, доцент Огнистий Андрій Володимирович (від 2021)[2].

## Підрозділи

### Катедра теоретичних основ і методики фізичного виховання
Катедра теоретичних основ і методики фізичного виховання створена в 1962 році у Кременецькому педагогічному інституті. З 1990 року підрозділ функціонував під назвою теоретичних основ фізичної культури, який у 1992 році знову перейменовано на катедру теоретичних основ і методики фізичного виховання. У 2013 році в результаті структурної реорганізації факультету фізичного виховання катедра набула сучасних характеристик і продовжує модернізуватися.
Завідувачі
- кандидат педагогічних наук, доцент Трошенок Валентин Іванович (1962—1973)
- доктор педагогічних наук, професор Шиян Богдан Михайлович (1973—1977, 1992—2012)
- кандидат біологічних наук, доцент Гурфінкель Абрам Ісакович (1977—1990)
- кандидат біологічних наук, доцент Авраменко Володимир Григорович (1990—1992)
- кандидат наук з фізичного виховання і спорту, доцент Боднар Ярослав Богданович (2012—2013, 2014—2020)
- кандидат педагогічних наук, доцент Наумчук Володимир Іванович (2013—2014, від 2020)[3].

### Катедра фізичного виховання
Створена 1949 року.
Завідувачі
- кандидат наук з фізичного виховання і спорту, доцент Огнистий Андрій Володимирович (від 2000)[5].

### Катедра теорії і методики олімпійського та професійного спорту
Створена в 1976 році та йменувалась катедрою легкої атлетики. У 2005 році, в зв’язку з відкриттям на факультеті нової спеціальності «Олімпійський і професійний спорт», катедру перейменовано у катедру теорії і методики олімпійського та професійного спорту.
Завідувачі:
- доцент, кандидат наук з фізичного виховання та спорту, майстер спорту України Ладика Петро Ігорович[6]

### Катедра фізичної реабілітації і безпеки життєдіяльності
Заснована у 1969 році як загальноінститутська катедра цивільної оборони та медичної підготовки. В 1986 році на її базі за ініціативою доцента Стасюка Г.А. була створена катедра основ здорового способу життя. З 1992 року переведена на хіміко-біологічний факультет і  за пропозицією доц. Грушка В. С. була перейменована на катедру валеології та охорони здоров’я дітей. У 2005 році у зв’язку із відкриттям нової спеціальності «фізична реабілітація» катедра  переведена на факультет фізичного виховання і була перейменована на катедру фізичної реабілітації і валеології, з 2012 року — катедра здоров’я людини, фізичної реабілітації і безпеки життєдіяльності.
Завідувачі:
- доцент Стасюк  Г. А. (1969—1989)
- доцент Царенко А. В. (1989—1995)
- професор Ситник С. І. (1995—1999)
- доцент Лопатка Г. Ф. (1999—2002)
- професор Олійник А. М. (2002—2007)
- професор Єпішин А. В. (2007—2016)
- доцент  Храбра С. З. (в.о, 2016—2017)
- доцент Фальфушинська Г. І. (2017—2018)
- доц. Барладин О. Р. (в.о., від 2018).